# Jirō Tamon
Jirō Tamon (多門 二郎 Tamon Jirō?, 28 de septiembre de 1878-24 de noviembre de 1934) fue un militar nipón, teniente general del Ejército Imperial Japonés a principios de la segunda guerra sino-japonesa. Destacó como jefe de varias operaciones durante la invasión japonesa de Manchuria.

## Primeros pasos en la carrera militar
Era el segundo hijo de un médico de la prefectura de Shizuoka. Se graduó en la decimoprimera promoción de la Academia del Ejército Imperial Japonés en 1898, y participó en la guerra ruso-japonesa como oficial del 4.º Regimiento de Infantería. 
Tras concluir la guerra, se graduó en la vigésimo primera promoción de la Academia de Guerra del Ejército en 1909. Trabajó como instructor en la Academia del Ejército y en el Estado Mayor de la 6.ª División y fue jefe de batallón en el 62.º Regimiento de Infantería e instructor en la Academia del Estado Mayor. También publicó el diario que había escrito durante la contienda con Rusia con el título Yo ningún Sanka Shitaru Nichiro Sen'eki (Mi participación en la guerra ruso-japonesa). El libro estaba dirigido a los reclutas, para enseñarles lo que podían esperar de una eventual guerra; fue un gran éxito de ventas y sirvió de modelo a otros diarios bélicos.
Pasó seis meses de gira en Europa y luego obtuvo el mando del 27.º Regimiento de Infantería destinado por entonces en Vladivostok, como parte del contingente nipón de la intervención siberiana durante la guerra civil rusa. Fue jefe de una unidad operativa propia que participó en el socorro de Nikolayevsk tras el incidente homónimo. Luego sirvió en el Estado Mayor del cuerpo expedicionario de Sajalín. Mandó el 2.º Regimiento de Infantería de 1921 a 1922. Luego fue jefe del Estado Mayor de la 4.ª División de 1922 a 1924. Por entonces fue ascendido a general de división y obtuvo el mando de la 6.ª Brigada de Infantería.
Fue jefe del Cuarto Departamento del Estado Mayor del Ejército de 1925 a 1927. A continuación volvió a la Academia del Ejército, primero en calidad de director y luego como jefe, a partir de 1929.

## Mando en Manchuria
Mandó la 2.ª División de 1930 a 1933, con el grado de general. La división se encuadró en 1931 en el Ejército de Kwantung acuartelado en Manchuria, y participó en las primeras operaciones de la invasión de la región, luego en la Campaña de Jiangqiao, en la Operación Chinchow, y en la conquista de Harbin, tras el Incidente de Mukden. Obligó al general Hsi Ch'ia a proclamar la independencia de la provincia de Jilin, pistola en mano. Ocupó Qiqihar el 19 de noviembre de 1931, concluyendo con ello las operaciones niponas en el noroeste de Manchuria. Rechazó las críticas de la Sociedad de las Naciones en las entrevistas que dio a la prensa occidental tras la conclusión de la campaña triunfal,  declarando que los señores europeos no comprendían la necesidad de restaurar la paz y el orden en Manchuria.
Regresó a Japón en enero de 1933 y en agosto pasó a la reserva. Falleció al año siguiente.